# Kostel svatého Antonína Paduánského (Koštice)
Římskokatolický farní kostel svatého Antonína Paduánského v Košticích je pozdně barokní sakrální stavba stojící uprostřed návsi. Od 19. ledna 2009 je kostel chráněn jako kulturní památka České republiky.

## Historie

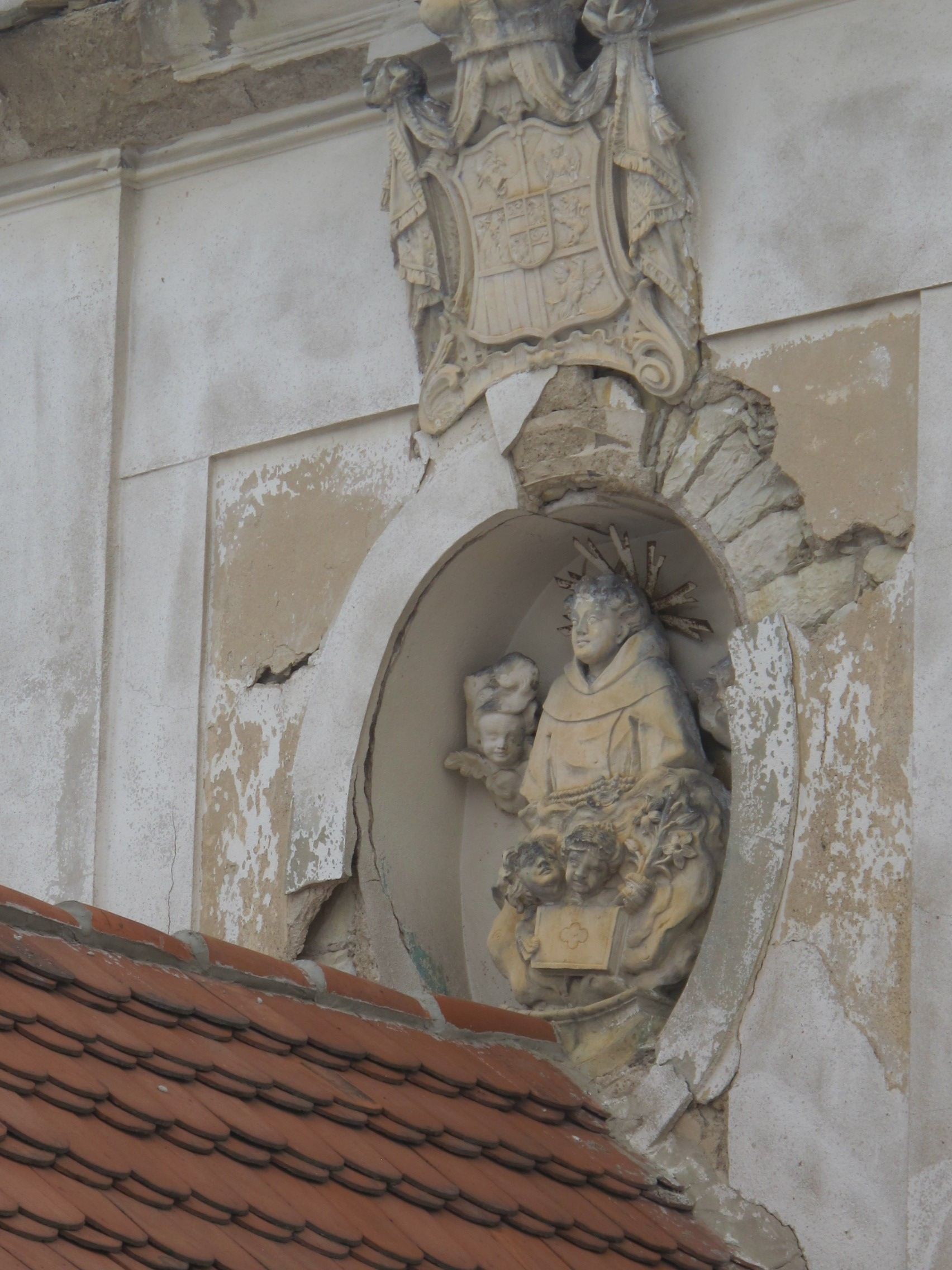
Plastika s erbem na fasádě koštického kostela

Jedná se o kostel z roku 1752. Byl postaven nákladem lobkovické vrchnosti, jak dokládá reliéfní erb v západním štítu. Po roce 1945 zchátral. Ve 2. dekádě 21. století probíhají zajišťovací práce.
Duchovní správci kostela jsou uvedeni na stránce: Římskokatolická farnost Koštice nad Ohří.

## Architektura
Kostel je jednolodní, obdélný. Má vyhloubená nároží, ktefá přecházejí do obdélného, trojboce ukončeného presbytáře. Po stranách presbytáře se nacházejí sakristie a oratoř. V západním průčelí je nízká předsíň. Na bočních fasádách jsou pilastry, polokruhově zakončená a oválná okna. Sakristie a kaple mají obdélné vchody a lizénové rámce. V hlavním průčelí se nachází dvojice nárožních pilastrů. V ose nad předsíní je oválný výklenek s kamenným barokním poprsím sv. Antonína Paduánského, který je nejvýraznějším prvkem exteriéru kostela. Na římsou je volutový lichoběžníkový štít.
Presbytář s pilastry má valenou klenbu. Jižní stěna je otevřena v celé šíři polokruhovým obloukem do oratoře, která má plochý strop. Loď je kryta stropem s fabionem a štukovým rámcem. Na bočních stěnách jsou velké polokruhem zakončené slepé arkády s pilastry na pilířích a s okny v ose. Dřevěná kruchta spočívá na dvou osmibokých sloupcích vpředu. V zadní části je oblý sloup, který je protějškem zděného schodiště na kruchtu. Jak předsíň, tak i sakristie mají plochý strop.

## Zařízení
Hlavní oltář pochází z roku 1752. Je rokokový s obrazem sv. Antonína Paduánského pocházející z téhož období. Na bočních brankách u oltáře jsou sochy sv. Václava a sv. Víta. Dále jsou zde rokokoví andílci a relikviáře. Rokokový boční oltář z poloviny 18. století je s obrazem Uvedení Panny Marie do chrámu, sochami sv. Jana Nepomuckého a sv. Josefa. V nástavci oltáře je obraz Čtrnácti svatých pomocníků. Kazatelna i zpovědnice s andílky jsou rokokové a pocházejí z poloviny 18. století. Obraz Krista před veleknězem pochází z 1. poloviny 18. století. V kostele je také zlidovělý barokní krucifix, dřevěná klasicistní křtitelnice z roku 1787 a dvě rokokové konzoly.

## Okolí kostela

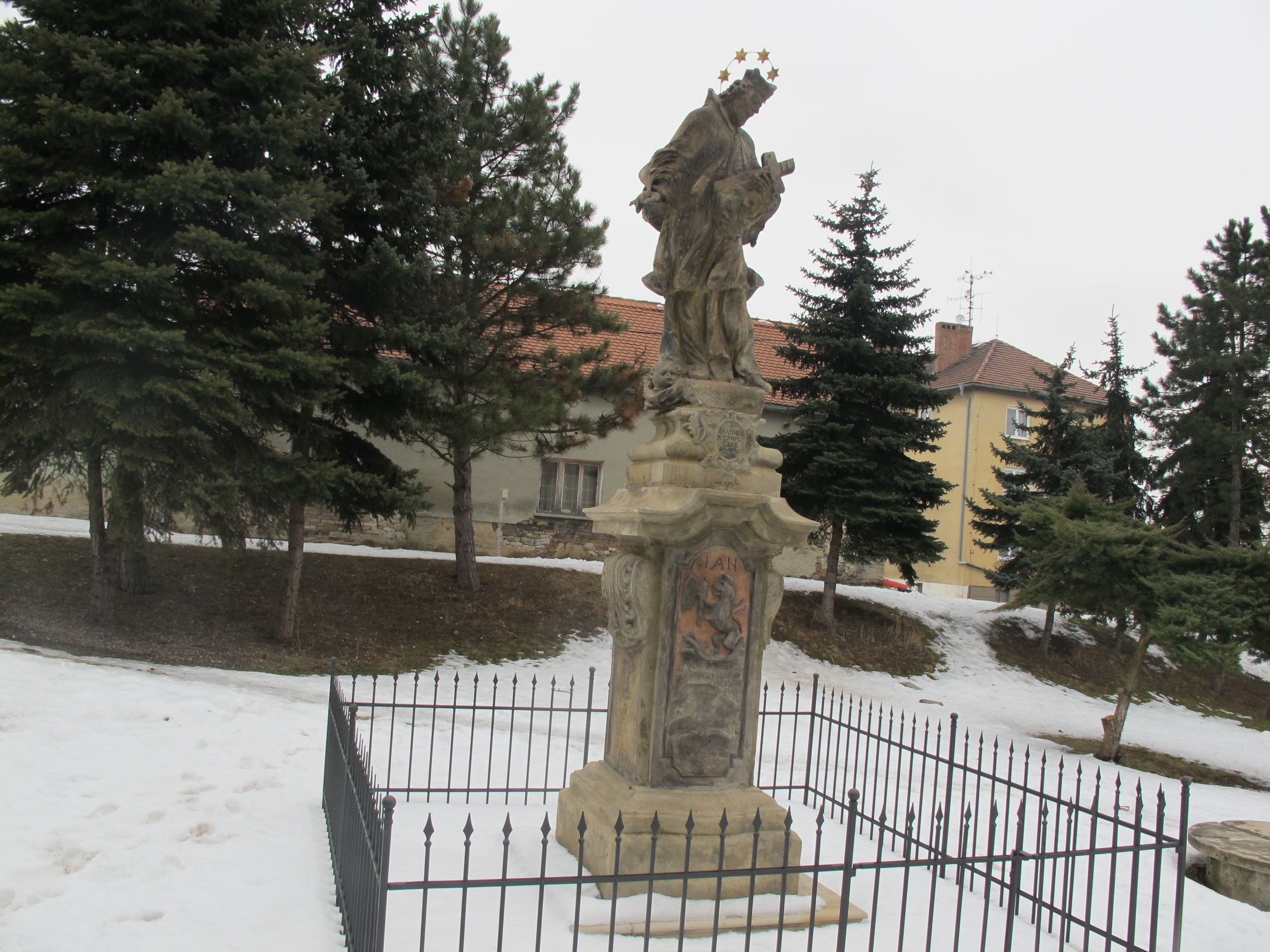
Socha sv. Jana Nepomuckého v Košticích

Na návsti stojí barokní socha sv. Jana Nepomuckého z roku 1729, která je také chráněna jako kulturní památka České republiky. Na soklu pod sochou je zobrazena klečící královna Žofie. Místní kamenný kříž pochází z roku 1835 a výklenková kaple s čabrakovými pilastry je z 19. století.